# Metry Bacila
Metry Bacila (Palmeira, 22 de junho de 1922 – Curitiba, 3 de maio de 2012) foi um médico, pesquisador e professor universitário brasileiro.
Comendador da Ordem Nacional do Mérito Científico e membro titular da Academia Brasileira de Ciências, Bacila era Professor Emérito da Universidade Federal do Paraná, tendo construído uma renomada carreira de pesquisa científica na área da Bioquímica.

## Biografia
Metry nasceu em 1922, em Palmeira, no Paraná. Era filho de imigrantes árabes, prestou vestibular para o curso de medicina da Universidade Federal do Paraná (então Universidade do Paraná), tendo-o concluído em 1946. Defendeu o doutorado no mesmo ano, com a tese “Contribuição ao Estudo do Fator Rh em Curitiba”, sob a orientação de Arthur Otto Schwab, pela qual recebeu o prêmio “Raul Leite” de melhor tese de doutorado daquele ano. Esse prêmio lhe concedeu bolsa de pós-doutorado na Argentina em 1948, primeiramente em Rosario Central, e em seguida no Instituto de Investigaciones Bioquimicas de Buenos Aires, onde estagiou com Luis Federico Leloir, ganhador do Prêmio Nobel de Química de 1970. Em 1952, como fellow da Rockefeller Foundation, concluiu segundo pós-doutorado na Universidade de Chicago, onde trabalhou com Eleazar Guzmán Barrón.
Foi professor titular e pesquisador na Universidade Federal do Paraná, na Pontifícia Universidade Católica do Paraná e na Universidade de São Paulo, tendo lecionado, também, na Faculdade de Medicina de Jundiaí, na Universidade Federal de Santa Catarina e em diversas universidades americanas na categoria de professor visitante. Foi Professor Emérito da Universidade Federal do Paraná, Doutor Honoris Causa da Pontifícia Universidade Católica do Paraná e o primeiro paranaense a entrar para a Academia Brasileira de Ciências.
Como integrante pioneiro do Programa Antártico Brasileiro, liderou o primeiro grupo de pesquisa biológica do Brasil na Estação Antártica Comandante Ferraz, no início dos anos 1980. Em 2002, recebeu do ex-presidente Fernando Henrique Cardoso o título de Comendador da Ordem Nacional do Mérito Científico. Em sua homenagem, o Parque Tecnológico da Pontifícia Universidade Católica do Paraná leva o seu nome, assim como uma praça na cidade de Curitiba.

### 1940 - 1960

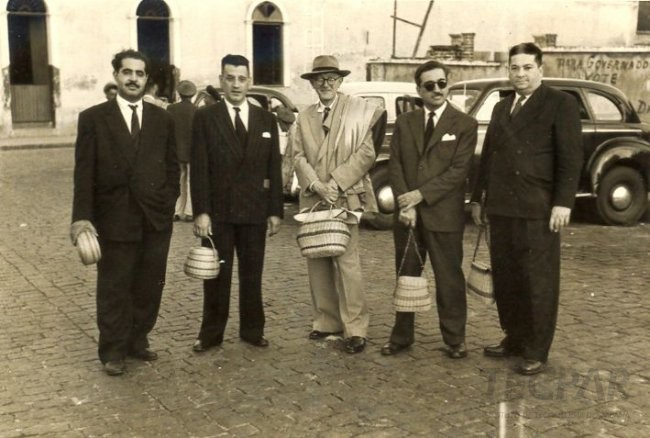
Segunda reunião da Sociedade Brasileira para o Progresso da Ciência, em 1950. Metry Bacila à esquerda e Maurício Rocha e Silva à direita.

Desde muito cedo inclinado para o ofício de professor, durante a sua graduação já ministrava aulas de latim e química orgânica no antigo Ginásio Paranaense, hoje Colégio Estadual do Paraná. Enquanto aluno do curso de medicina na Universidade Federal do Paraná, trabalhou no Laboratório de Análises Clínicas da Clínica Neurológica da Faculdade de Medicina, tendo sido interno da cadeira de física biológica. Deixando de lado o exercício da profissão, dedica-se exclusivamente à pesquisa científica. Recém-formado, torna-se professor assistente de química fisiológica da mesma universidade, cátedra ocupada pela professora Maria Falce de Macedo, e, em seguida, chefe dos laboratórios de química fisiológica e física biológica. Em 1949 torna-se professor catedrático de Química Orgânica e Biológica da Escola Superior de Agricultura e Veterinária do Paraná e, em 1951, obtém o grau de Livre-docência da Faculdade de Medicina da Universidade Federal do Paraná.
Ainda estudante do curso de medicina, já participava de pesquisas dentro do IBPT, antigo Instituto de Biologia e Pesquisas Tecnológicas do Paraná, hoje Instituto de Tecnologia do Paraná. Desde então, cria estreito vínculo com o seu diretor, Marcos Augusto Enrietti, que convida o ainda jovem pesquisador para ocupar a chefia do Serviço de Química Biológica e posteriormente da Divisão de Patologia Experimental do instituto.
Chefe da Divisão de Patologia Experimental do IBPT e professor catedrático de Química Fisiológica da Universidade Federal do Paraná, em 1958 ele organiza a união daquele órgão com todas as cátedras de Química Fisiológica da universidade, criando, assim, o Instituto de Bioquímica da Universidade Federal do Paraná, do qual se torna o primeiro diretor. Marco do desenvolvimento científico do estado do Paraná, o Instituto de Bioquímica foi responsável, sobretudo entre as décadas de 1950 e 1960, por realizações que elevaram a universidade a um patamar de reconhecimento nacional e internacional no âmbito da pesquisa científica. Bacila passa a preparar, convidando a tomar parte no instituto e orientando suas teses de doutorado, diversos pesquisadores que atingiriam renome internacional, como Glaci Zancan. Em 1964, no seu último ano como diretor, Bacila organiza a criação do curso de pós-graduação em Bioquímica, a primeira pós-graduação a existir na UFPR e o primeiro curso de pós-graduação em Bioquímica do país, ao qual se seguiria, alguns anos depois, o surgimento dos cursos de pós-graduação em Genética e em Entomologia, sob a iniciativa, respectivamente, dos professores Newton Freire-Maia e Padre Jesus Santiago Moure.

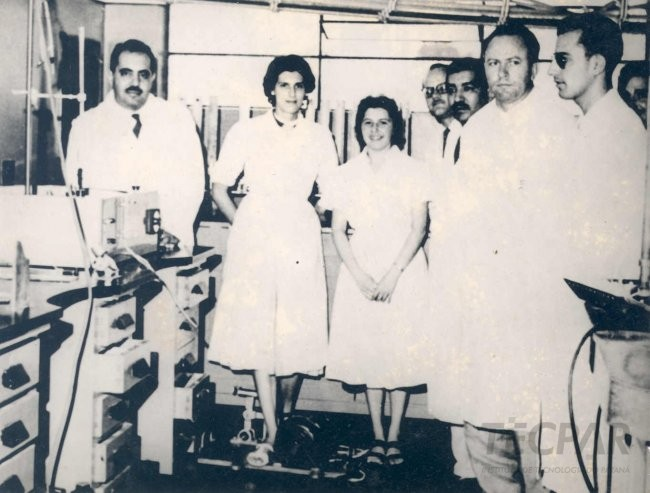
Metry Bacila, à esquerda, no laboratório do Instituto de Bioquímica da Universidade Federal do Paraná. No centro da foto está a pesquisadora Glaci Zancan, que foi orientada por Bacila.

Em 1954, quando da fundação da Pontifícia Universidade Católica do Paraná, é convidado por Dom Manuel da Silveira d'Elboux a  integrar o primeiro corpo docente do curso de Medicina da recém-fundada universidade, ocupando a cadeira de Bioquímica, juntamente com os professores Brasílio Vicente de Castro, na Anatomia, e Airton Russo, na Histologia, e de onde passa a dividir suas atividades de pesquisa e ensino com o Instituto de Bioquímica da Universidade Federal do Paraná até 1964. No mesmo período, também ministra cursos especiais de bioquímica na Universidade Federal de Santa Catarina.
A sua trajetória como pesquisador e, sobretudo, como líder científico preocupado com o aprimoramento institucional da ciência no seu estado entre os anos de 1940 e 1960, é relatada pela jornalista Myrian Del Vecchio, no livro “Memória da Bioquímica no Paraná”, como sendo “aquela percorrida por um homem muito bem relacionado e um grande articulador. Como líder de grupo de pesquisa, além de conseguir manter as portas dos laboratórios internacionais permanentemente abertas para os membros de sua equipe, atraiu para Curitiba proeminentes figuras do cenário internacional. Seu papel foi fundamental para consolidar um grupo de excelência em Bioquímica, em âmbito internacional, localizado em uma universidade pública federal situada fora do eixo Rio-São Paulo, a partir do caminho iniciado em um laboratório experimental de um órgão estadual, que ele mesmo organizou”. Del Vecchio ainda o trata como o "fundador e formador da Bioquímica no Paraná".
Por conta da frutífera carreira científica que desenvolveu nesse período e do seu reconhecimento, em 1959, torna-se o primeiro paranaense a ocupar uma cadeira de membro titular da Academia Brasileira de Ciências.

### 1960 - 1980
Em 1964, passa a integrar o Conselho Deliberativo da Coordenação de Aperfeiçoamento de Pessoal de Nível Superior (CAPES), no qual atuou por três anos.
Em 1965, após convite, torna-se Professor Catedrático de Bioquímica na Faculdade de Medicina Veterinária e Zootecnia da Universidade de São Paulo (USP). Permanece na USP por 14 anos, chegando a ocupar o cargo de diretor do Departamento de Bioquímica antes da sua incorporação ao Instituto de Química na década de 1970. Nesse período, lidera, juntamente com pesquisadores como Walter Colli e Hernan Chaimovitch, da Universidade de São Paulo, e Carl Peter von Dietrich, da Escola Paulista de Medicina, um grupo de pesquisa responsável por um dos maiores períodos de desenvolvimento científico no âmbito de biologia molecular do país. Criado e mantido pela Fundação de Amparo à Pesquisa do Estado de São Paulo (FAPESP), o Bioq-FAPESP tinha como objetivo, assim como o IBPT no Paraná, fomentar a pesquisa em bioquímica no estado de São Paulo e a formação de pesquisadores. Em entrevista para a revista da FAPESP em 2011, Rogerio Meneghini, um dos pesquisadores envolvidos no projeto, comenta a enorme repercussão que se gerou na comunidade científica pelas atividades desenvolvidas pelo grupo, relatando a expectativa que se tinha de sair dali o primeiro Prêmio Nobel brasileiro. Sendo um dos fundadores do Instituto de Química da Universidade de São Paulo, em 1970, Bacila também seria um dos responsáveis, a exemplo do que havia feito no Paraná, pela criação do seu curso de pós-graduação em Bioquímica, onde orientou mais de uma dezena de dissertações de mestrado e teses de doutorado.
Entre 1973 e 1977, com a anuência da Universidade de São Paulo, aceita convite para, concomitantemente, dirigir a Faculdade de Medicina de Jundiaí, da qual viria a se tornar Professor Emérito e cujo biotério leva seu nome.

### 1980 - 2010
Em 1978, aposenta-se da Universidade de São Paulo e, a convite do então reitor Ocyron Cunha, retorna ao seu estado natal a fim de retomar suas atividades de pesquisa na Universidade Federal do Paraná, e para ocupar, também, o cargo de diretor do Setor de Ciências Biológicas, cujo edifício é inaugurado na sua gestão, e onde permanece até 1981. Em 1982, funda o Centro de Estudos do Mar (CEM) da UFPR (na época criado como Centro de Biologia Marinha), em Pontal do Sul, que se tornaria um dos principais órgãos de pesquisa científica da UFPR e referência nacional em estudos de Biologia Marinha.
Nesse período, voltando-se ao estudo bioquímico de organismos aquáticos por conta de sua atuação no CEM, torna-se integrante pioneiro do Programa Antártico Brasileiro. Em 1984, participa da III Expedição Antártica Brasileira, quando, liderando o grupo de pesquisa da área biológica, é um dos pesquisadores a inaugurar a Estação Antártica Comandante Ferraz, base de pesquisa brasileira no contiente. Também participaria da IV e V Expedições Antárticas Brasileiras nos anos seguintes, tema ao qual nunca deixou de se dedicar.
Desde quando se aposenta compulsoriamente da Universidade Federal do Paraná, em 1992, atua como Professor Sênior nas atividades da pós-graduação em Medicina Veterinária da mesma universidade, também criada por ele, e na Pontifícia Universidade Católica do Paraná. Também se dedica a atividades literárias, muitas publicadas nos anais da Academia Paranaense de Letras.

## Passagens pelo exterior
Realizou seu primeiro estágio de pós-doutorado no Instituto de Investigaciones Bioquímicas de Buenos Aires, em 1947, quando estagiou com Luis Federico Leloir, ganhador do Prêmio Nobel de Química de 1970 e Bernardo Houssay, que havia recebido o Prêmio Nobel de Medicina naquele mesmo ano. Depois disso teve diversas passagens por universidades americanas, além de ter atuado como conferencista em inúmeros países da Europa, Ásia e América. Durante a sua primeira estadia nos Estados Unidos, assistiu a cursos e realizou atividades de pesquisa no Marine Biological Laboratory de Woods Hole, Massachusetts em 1951, onde trabalhou com o professor George Wald, laureado com o Prêmio Nobel de Medicina de 1967. Em 1952, após segundo pós-doutorado obtido na Universidade de Chicago sob a tutela do bioquímico peruano Eleazar Guzmán Barrón, participou de pesquisas na Universidade de Wisconsin-Madison e visitou os laboratórios de bioquímica da Universidade Johns Hopkins. Em 1958, passou uma temporada como pesquisador visitante no laboratório do professor Britton Chance na Universidade da Pensilvânia. A convite do professor Bernard L. Horecker, atuou como professor visitante na área de bioquímica na Universidade de Nova York, em 1960, no Albert Einstein College of Medicine da Universidade Yeshiva, de Nova York, por dois períodos entre 1967 e 1968, e no Roche Institute of Molecular Biology, de Nova Jérsei, em 1978. Em 1966, foi convidado pela UNESCO para participar dos trabalhos do Comitê de Especialistas em Ensino Superior e o Desenvolvimento da América Latina, em São José, na Costa Rica.

## Contribuições
Uma das suas principais pesquisas, ainda quando trabalhava no IBPT, refere-se à descoberta da enzima galactose oxidase em tecidos animais, que, posteriormente, cientistas australianos descobririam possuir propriedades anticancerígenas devido ao seu efeito sobre a proteína interferon. Durante a década de 1970, desenvolveu estudos sobre a extração de etanol de leveduras deficientes respiratórias, que impactariam sobremaneira no desenvolvimento do uso do álcool como combustível.Tais estudos levaram, em 1978, à publicação do livro Biochemistry and Genetics of Yeasts, pela Academic Press, escrito em co-autoria com o professor Horecker e o bioquímico argentino Andrés Stopanni. Sua produção científica soma cerca de 450 artigos publicados em periódicos nacionais e internacionais e a autoria de mais de dez livros, entre os quais o primeiro livro-texto de Bioquímica publicado no Brasil, escrito em co-autoria com os professores Gilberto Villela e Henrique Tastaldi, em 1961, e o livro Cartas da Antártica, de 1985, no qual narra o período de pesquisa científica passado na Estação Antártica Comandante Ferraz. Orientou cerca de 50 dissertações de mestrado e teses de doutorado. Em 1999, apareceu em uma publicação do jornal Folha de S.Paulo como um dos cientistas brasileiros mais citados no exterior, que o jornal paranaense Gazeta do Povo repercutiu como sendo o mais citado entre os pesquisadores do Paraná.

## Morte
Metry morreu em 3 de maio de 2012, em Curitiba, aos 89 anos. Ele foi sepultado no Cemitério Parque Iguaçu, também na capital paranaense.

## Honrarias

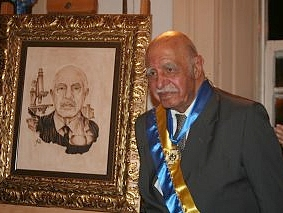
Homenagem do Instituto Histórico e Geográfico de Palmeira, em 2009.

Foi membro titular da Academia Brasileira de Ciências, da Sociedade Brasileira para o Progresso da Ciência, da qual também foi membro fundador, da Sociedade Brasileira de Bioquímica e Biologia Molecular, da Academia de Ciências de Nova York, da American Association for the Advancement of Science, da Biochemical Society, da Asociación Argentina para el Progreso de las Ciencias e membro honorário da Academia Paranaense de Medicina. Pertenceu ao Instituto Histórico e Geográfico do Paraná, ao Instituto Neo-Pitagórico, ao Rotary Club de Curitiba Norte, do qual foi fundador e primeiro presidente, ao Centro de Letras do Paraná e, por sua produção bibliográfica, foi recebido, em 1991, como membro titular da Academia Paranaense de Letras, ocupando a cadeira 22.
Entre as principais distinções que recebeu, estão:
- Comendador da Ordem Nacional do Mérito Científico da Presidência da República
- Professor Emérito da Universidade Federal do Paraná
- Professor Emérito da Faculdade de Medicina de Jundiaí
- Doutor Honoris Causa da Pontifícia Universidade Católica do Paraná
- Doutor Honoris Causa da Universidade Federal de Sergipe
- Cidadão Benemérito do Estado do Paraná
- Prêmio de Ciência e Tecnologia do Governo do Estado do Paraná
- Diploma de Honra e Louvor da Câmara Municipal de Curitiba
- Prêmio Cidade de Curitiba da Câmara Municipal de Curitiba
- Cidadão Benemérito de Palmeira (Paraná)
- Diploma de Honra ao Mérito Médico Nacional – Federação Brasileira de Academias de Medicina
- Grã-Oficial do Mérito Médico Veterinário – Sociedade Brasileira de Medicina Veterinária
- Comenda da Ordem do Mérito Veterinário – Academia Paranaense de Medicina Veterinária

## Obras publicadas
- 1956: Guia de Trabalhos Práticos de Bioquímica e Patologia Geral. Ed. Diretório Acadêmico de Agronomia e Veterinária.
- 1960: Curso de Fisiologia de Microorganismos. Ed. Universidade Federal do Paraná.
- 1961: Bioquímica. Ed. Guanabara Koogan (2ª ed. em 1966, 3ª ed. em 1976, 4ª. ed em 1978).
- 1962: Simpósio sobre Bioquímica de Planorbídeos. Imprensa da Universidade Federal do Paraná.
- 1962: Técnicas Atualizadas de Bioquímica Clínica. Ed. Instituto de Bioquímica da Universidade Federal do Paraná.
- 1973: Técnicas e Experimentos de Bioquímica. Ed. Guanabara Koogan.
- 1975: Enzimopatias Eritrocitárias. (In) Manual de Técnicas e Recomendações em Hematologia. Ed. Sociedade Brasileira de Hematologia e Hemoterapia.
- 1981: Bioquímica Veterinária. J.M. Varela Livros LTDA (2ª ed. em 2003, Ed. Robe).
- 1978: Biochemistry and Genetics of Yeasts. Ed. Academic Press, Nova York.
- 1985: Cartas da Antártica. Ed. Universidade Federal do Paraná.
- 1991: Técnicas para a determinação de Enzimas Eritrocitárias. Ed. Sociedade Brasileira de Patologia Clínica.